# Boësses
Boësses település Franciaországban, Loiret megyében. Lakosainak száma 379 fő (2022. január 1.). Boësses Échilleuses, Gaubertin, Givraines és Beaumont-du-Gâtinais községekkel határos.

## Népesség
A település népességének változása:
| Lakosok száma | 330  | 287  | 308  | 366  | 408  | 400  | 380  | 373  | 368  | 379  |
|               | 1968 | 1982 | 1990 | 2006 | 2013 | 2015 | 2017 | 2019 | 2020 | 2022 |